# Lepanthes laxa
Lepanthes laxa är en orkidéart som beskrevs av Carlyle August Luer och José Portilla. Lepanthes laxa ingår i släktet Lepanthes och familjen orkidéer. Inga underarter finns listade i Catalogue of Life.